# 烏佐拉河
烏佐拉河是俄羅斯的河流，位於下諾夫哥羅德州，屬於伏爾加河的左支流。
烏佐拉河全長147公里，流域面積1,920平方公里，河道在每年的11月至4月結冰。